# Ha-Shoter Azulai
Ha-Shoter Azulai é um filme de drama israelita de 1970 dirigido e escrito por Ephraim Kishon. Foi indicado ao Oscar de melhor filme estrangeiro na edição de 1971, representando Israel.

## Elenco
- Shaike Ophir - comissário Abraham Azoulay
- Zaharira Harifai - Betty Azoulay
- Avner Hizkiyahu - Cap. Lefkowitch
- Itzko Rachamimov - Sgt. Bejerano
- Joseph Shiloach - Amar
- Nitza Saul - Mimi
- Gabi Amrani - The Yemenite
- Arieh Itzhak - Zion
- Abraham Celektar - Cactus
- Efraim Stan - Horovitz